# Осада Выборга (1706)
Осада Выборга (швед. Belägringen av Viborg (1706)) — неудачная операция русских войск по захвату шведского города-крепости Выборг, предпринятая в 1706 году царём Петром I во время Северной войны.

## Предыстория
Русский царь Пётр I стремился обезопасить заложенный в 1703 году в устье Невы свой новый город-порт Санкт-Петербург. Воспользовавшись удалением главной шведской армии под командованием Карла XII в Саксонию, он предпринял попытку лишить врага морских и сухопутных баз, окружавших город, чтобы, по словам самого Петра, «соорудить крепкую подушку Петербурга» — в первую очередь, лишить Выборга, откуда шведский генерал Г. Ю. Майдель совершал диверсии против Санкт-Петербурга.

## Осада
Пётр I прибыл в Санкт-Петербург из действующей армии в Польше 8 (19) сентября 1706 года. С ним в корпус обер-коменданта Петербурга Р. В. Брюса прибыли бригадир от кавалерии Шауенбург и некоторые другие офицеры, которые пополнили драгунские регулярные полки. Для командования осадной армией Пётр вызвал из Воронежа Ф. М. Апраксина (прибыл в ночь на 4 октября).
4 (15) октября русская осадная армия переправилась через Неву и выступила под Выборг. 11 (22) октября передовой отряд русских драгун под началом бригадира Шауенбурга подошёл к Выборгу, вечером к нему присоединился отряд русской пехоты, а 12 (23) октября вся русская осадная армия собралась под Выборгом.
Не имея правильных сведений о местоположении Выборга, Пётр не озаботился подводом к городу судов флота, столь необходимых для полной блокады и атаки замка, расположенного на острове. Осадная артиллерия прибыла только 22 октября (2 ноября), после чего крепость бомбардировали 4 дня и 4 ночи. Однако наступившая глубокая осень, отсутствие фуража для конницы и недостаток провианта заставили Петра, не дожидаясь оценки бомбардировки, снять осаду.
Русская осадная армия отступила от стен Выборга в ночь с 26 октября (6 ноября) на 27 октября (7 ноября). Огромные потери понесли русские драгуны в лошадях (1689 голов).

## Последствия
Русский поход Карла XII в 1708—1709 гг. отсрочил повторный приступ русских войск к Выборгу до 1710 года, когда крепость была взята.